# 木村要之助
木村 要之助（きむら ようのすけ）とは大相撲の行司の名跡の一つ。

## 歴代
- 初代は、後の33代木村庄之助（本名：野澤 要一）。青森県出身。
- 2代は、現幕内格行司（本名：奥野 真志）。三重県出身。東関部屋所属。1990年3月場所、初土俵。2006年3月場所、十両格昇進。2015年5月場所より幕内格に昇進。